# Barbara Spooner Wilberforce

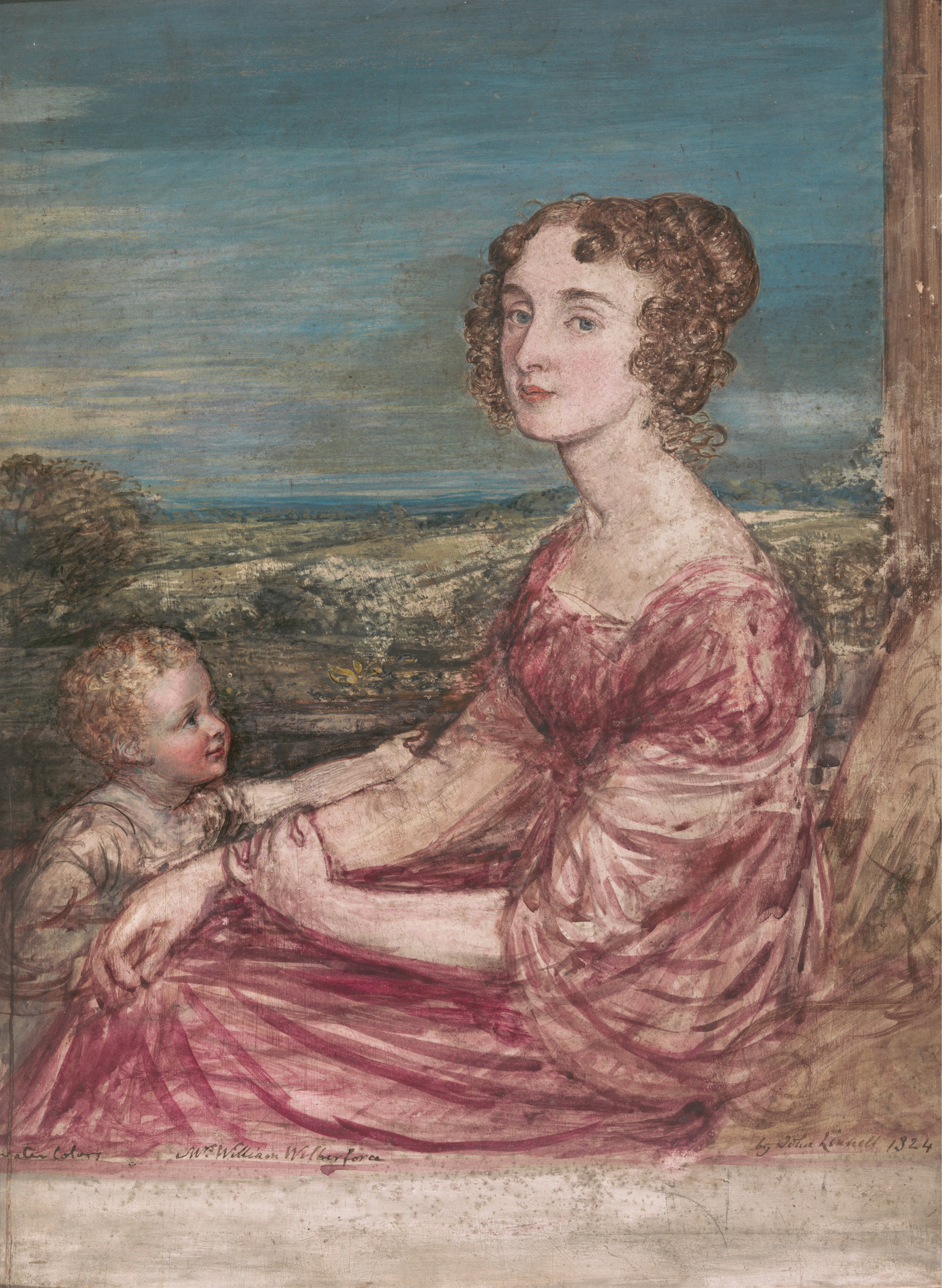
Mrs. William Wilberforce and Child, Porträt von John Linnell (1824)

Barbara Ann Wilberforce, geborene Barbara Ann Spooner, (* 24. Dezember 1771 in Birches Green, Warwickshire; † 21. April 1847 in East Farleigh, Kent) war die Ehefrau des britischen Abolitionisten und Abgeordneten William Wilberforce.

## Leben
Sie war die älteste Tochter und drittes Kind von Isaac Spooner aus Elmdon Hall, Warwickshire, einem Bankier in Birmingham, und seiner Ehefrau Barbara Gough-Calthorpe, Schwester des ersten Lord Calthorpe. Am 15. April 1797 traf sie in Bath ihren zukünftigen Ehemann William Wilberforce, dem sie von seinem Freund Thomas Babington empfohlen wurde. Das Paar heiratete am 30. Mai 1797 in der St. Swithins Church in Walcot bei Bath.
Sie erkrankte 1800 schwer an Typhus und erholte sich nie völlig davon. Das Paar hatte sechs gemeinsame Kinder, die alle das Erwachsenenalter erreichten:
- William Wilberforce (* Juli 1798)
- Barbara Wilberforce (* 1799; † 1821)
- Elizabeth Wilberforce (* 1801; † 1832)
- Robert Isaac Wilberforce (* 19. Dezember 1802; † 3. Februar 1857)
- Samuel Wilberforce (* 7. September 1805; &#143;† 19. Juli 1873)
- Henry William Wilberforce (* 22. September 1807; † 23. April 1873)

Nach dem Tod ihres Ehemanns im Jahr 1833 lebte sie abwechselnd bei ihren Söhnen Robert und Samuel oder ihrer Schwester Ann Neale in Taplow, Buckinghamshire. Sie verstarb 1847 im Pfarrhaus von East Farleigh, wo ihr Sohn Robert seine erste Anstellung als Vikar hatte und ihr Sohn Henry ein Jahrzehnt später Pfarrer wurde.
Mütterlicherseits war sie eine Nachkommin von Cecily Neville, Duchess of York, der Mutter von Richard III., König von England.

## Film
Der Film Amazing Grace aus dem Jahr 2006 handelt über ihren Ehemann und seine Beteiligung an der Abschaffung des Sklavenhandels in Großbritannien. Ihre Rolle wurde von Romola Garai verkörpert.